# 丛台西街道
丛台西街道，是中华人民共和国河北省邯郸市丛台区下辖的一个乡镇级行政单位。

## 行政区划
丛台西街道下辖以下地区：
北城社区、学步桥社区、王庄社区、文庙社区、刘家场社区和香椿园社区。